# Veronica aranya
A Veronica aranya (eredeti cím: Lo imperdonable) 2015-ös mexikói teleregény, amelyet Caridad Bravo Adams alkotott, az 1998-as A vipera (La mentira) című mexikói telenovella remake-je. A főbb szerepekben Ana Brenda Contreras, Iván Sánchez, Sergio Sendel, Grettell Valdez és Juan Ferrara láthatóak.
Mexikóban 2015. április 20-án a Canal de las Estrellas, Magyarországon 2015. július 17-én a TV2 mutatta be.

## Cselekmény
Martin Santelmo egy kis, távoli faluba, Mina Escondidába érkezik, ahol szeretett féltestvére, Demetrio él és egy aranybányában dolgozik; megérkezésekor Martin megtudja, hogy Demetrio öngyilkos lett, miután egy ambiciózus és szívtelen nő, aki kigúnyolta őt, kiábrándította. Apránként és a lakosok (akik kezdetben ellenségesen viszonyultak hozzá, de később a barátai lettek) segítségének köszönhetően Martínnak sikerül összeraknia a nyomokat, amelyek Demetriót a tragédiához vezették.

## Szereplők
| Színész                | Szerepnév                                                    | Megjegyzés | Magyar hang            |
| ---------------------- | ------------------------------------------------------------ | --- | ---------------------- |
| Ana Brenda Contreras   | Veronica Prado Castelo / Veronica Prado Castelo de San Telmo | Magdalena lánya, Martín szerelme, Jorge unokahúga, Virginia és Emiliano unokatestvére                                       | Trokán Nóra            |
| Iván Sánchez           | Martín San Telmo                                             | Mérnök, Demetrio féltestvére, Veronica szerelme, Alfredo és Aquiles barátja                                                 | Tokaji Csaba           |
| Grettell Valdez        | Virginia Prado Castelo                                       | Jorge unokahúga, Veronica és Emiliano unokatestére, Manuel Aarón és Daniel bűntársa                                         | Szabó Zselyke          |
| Sergio Sendel          | Emiliano Prado Castelo                                       | Jorge és Salma fia, Veronica és Virginia unokatestvére                                                                      | Kárpáti Levente        |
| Juan Ferrara           | Jorge Prado Castelo                                          | Salma férje, Emiliano édesapja, Veronica és Virginia nagybátyja, vállalkozó az ékszeriparban                                | Forgács Gábor          |
| Claudia Ramírez        | Magdalena Castilla / Magdalena Botel                         | Aquiles felesége, Veronica édesanyja, Aaron exfelesége                                                                      | Kisfalvi Krisztina     |
| Guillermo Capetillo    | Juan atya                                                    | pap | Holl Nándor            |
| Alicia Machado         | Claudia Ordaz                                                | Martin exbarátnője | Orosz Anna             |
| Gaby Mellado           | Ana Perla Sánchez                                            | Pablo szerelme, Manuel testvére, Blanqita és Polo unokatestvére, Crescencio unokája                                         | Csuha Bori             |
| Sebastián Zurita       | Pablo Hidalgo                                                | Festő, Ana Perla szerelme, Martin barátja                                                                                   | Szabó Máté             |
| Osvaldo de León        | Daniel Fernández                                             | orvos, Virginia szeretője és bűntársa                                                                                       | Moser Károly           |
| Salvador Sánchez       | Crescencio Álvarez                                           | Ana Perla, Blanquita, Polo és Manuel nagyapja                                                                               | Kajtár Róbert          |
| Paty Díaz              | Raymunda Álvarez                                             | Blanquita és Polo édesanyja, Joaquín felesége, Manuel és Ana Perla nagynénje                                                | Bertalan Ágnes         |
| Juan Ángel Esparza     | Manuel Sánchez                                               | Ana Perla testvére, Blanquita és Polo unokatestvére, Crescencio unokája, Virginia és Aaron bűntársa                         | Horváth-Töreki Gergely |
| Delia Casanova         | Matilde Torres                                               | Veronica, Virginia és Emiliano dadája, cseléd a Prado Castelo házban                                                        | Némedi Mari            |
| Patsy                  | Salma Prado Castelo                                          | Emiliano nevelőanyja, Jorge felesége, Virginia és Veronica nagynénje, Montserrat barátnője, Virginia vér szerinti édesanyja | Kovács Nóra            |
| Joaquín Arroyo         | Roberto Ballesteros                                          | Raymunda férje, Blanquita és Polo édesapja                                                                                  | Bognár Tamás           |
| Marcelo Buquet         | Aquiles Botel                                                | orvos, Magdalena férje, Demetrio és Martin barátja                                                                          | Tarján Péter           |
| Guillermo García Cantú | Aaron Martínez                                               | Magdalena exférje, Veronica édesapja, bűnöző                                                                                | Renácz Zoltán          |
| Luz María Jerez        | Lucía Hidalgo                                                | Pablo édesanyja | Vándor Éva             |
| Gabriela Goldsmith     | Montserrat Vivanco de la Corcuera                            | Mariana édesanyja, Salma barátnője                                                                                          | Farkasinszky Edit      |
| Tania Lizardo          | Blanca "Blanquita" Arroyo                                    | Polo testvére | Sipos Eszter Anna      |
| Ricardo Franco         | Julio Luna                                                   | Alkalmazott az Álvarez házban, szerelmes Ana Perlába                                                                        | Szatmári Attila        |
| Mar Contreras          | Nanciyaga                                                    | Őslakos jósnő, szerelmes Martinba, Emiliano barátja lesz                                                                    | Kiss Virág             |
| Gonzalo Vivanco        | Pierre Dussage                                               | Crescencio barátja | Pál Tamás              |
| Jackie Sauza           | Mariana de la Corcuera                                       | Ana Perla ellensége, Pablo exbarátnője                                                                                      | Bogdányi Titanilla     |
| Camil Hazouri          | Apollonio 'Polo' Arroyo                                      | Blanquita testvére |                        |
| Raúl Magaña            | Alfredo Díaz                                                 | Martín barátja | Vida Péter             |
| Nataly Umana           | Ireri                                                        | Pincérnő a Purgatóriumban                                                                                                   | Lamboni Anna           |
| Pablo Montero          | Demetrio Silveira                                            | Martin féltestvére, Aquiles barátja, Virginia szeretője                                                                     | Harcsik Róbert         |
| Danna García           | Rebeca Rojo                                                  | Üzletasszony, Jeronímo szerelme és menyasszonya, tetszik neki Martin                                                        | Roatis Andrea          |
| Felipe Flores          | Uspin                                                        | Csónakos Mina Escondidában                                                                                                  | Joó Gábor              |
| Susana Diazayas        | Gabriela                                                     | Tanárnő | Sallai Nóra            |
| Alan Slim              | Arturo Huerta                                                | Zöldségárus, Blanquita férje                                                                                                | Pálmai Szabolcs        |
| Elsa Cárdenas          | Jovita                                                       | Polo tanárnője | Bókai Mária            |
| Arturo Barba           | Clemente Martínez                                            | | Posta Victor           |
| Rodrigo Mejía          | Nicolas                                                      | Emiliano barátja | Láng Balázs            |
| Sergio Acosta          | Medel                                                        | A Purgatórium tulajdonosa                                                                                                   | Szokol Péter           |
| Diego Olivera          | Jerónimo del Villar                                          | Rebeca szerelme, ügyvéd |                        |
| Ruth Rosas             | Tomasina                                                     | cseléd | Andresz Kati           |
| Francisco Avendaño     | Aldo                                                         | Magánnyomozó | Gubányi György István  |
| Michel Duval           | Teo                                                          | Pierre segédje | Baráth István          |
| Laura Vignati          | Susana                                                       | |                        |

## Nemzetközi bemutató
| Ország       | Csatorna               | Első rész         | Utolsó rész       |
| ------------ | ---------------------- | ----------------- | ----------------- |
| Mexikó       | Canal de las Estrellas | 2015. április 20. | 2015. november 4. |
| Magyarország | TV2                    | 2015. július 17.  | 2016. január 22.  |